# Fort Charlotte (Nassau)
Le Fort Charlotte est un fort situé à Nassau aux Bahamas.

## Toponymie
Le fort a été baptisé du nom de l'épouse du roi George III, la reine Charlotte.

## Situation géographique
Le fort Charlotte est le plus grand fort de l'île de New Providence et il se situe à l'ouest du centre-ville de Nassau, juste à côté de West Bay Street, sur une colline surplombant l'extrémité ouest du port et offrant une vue impressionnante sur Paradise Island, Nassau et son port.

## Historique
Il a été construit en 1788 par Lord Dunmore. Il avait pour mission de protéger l'entrée ouest du port de Nassau des attaques des Espagnols.

## Architecture
Le bastion du milieu, fort Stanley, et la partie ouest, fort D'Arcy, ont été ajoutés plus tard.
Le fort dispose d'un fossé, de donjons, d'un pont-levis de passages souterrains et de 42 canons.